# هنر صوتی
هنر صوتی (به انگلیسی: Sound Art) یک فعالیت هنری است که در آن از صدا به عنوان رسانه یا مادهٔ اولیه استفاده می‌شود. مانند بسیاری از گونه‌های هنر معاصر، هنر صوتی ممکن است ماهیت میان‌رشته‌ای داشته باشد یا در اشکال سبک متقابل استفاده شود.

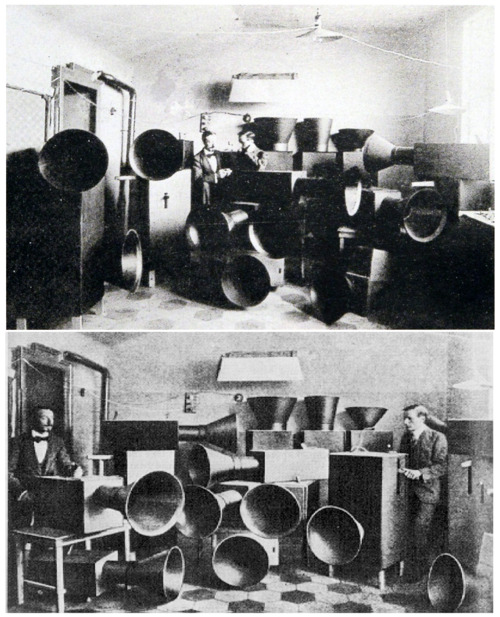
ساز اینتوناروموری، اثر: لوئیجی روسولو (۱۹۱۳ میلادی)

در هنر غربی، نمونه‌های اولیه عبارتند از اینتوناروموری یا نویز اینتونرز (Noise Intoners) اثر لوئیجی روسولو (۱۹۱۳ میلادی)، و آزمایش‌های بعدی توسط دادائیست‌ها، سوررئالیست‌ها، بین‌الملل موقعیت‌گرا، و در رویدادهای فلوکسوس و هپنینگ‌های دیگر. به دلیل تنوع هنر صدا، اغلب بحث‌هایی دربارهٔ اینکه آیا هنر صوتی در حوزهٔ هنرهای تجسمی یا موسیقی تجربی یا هر دو قرار می‌گیرد، وجود دارد. دیگر تبارهای هنری که از آن هنر صوتی پدیدار می‌شود، هنر مفهومی، مینیمالیسم، هنر مکان-ویژه، شعر صوتی، موسیقی الکترو-آکوستیک، کلام گفتاری، شعر آوانگارد، صحنه‌نگاری صوتی، و تئاتر تجربی است.

## منشأ اصطلاح
طبق تحقیقات برنهارد گال، اولین استفادهٔ نشر شده از این اصطلاح در نشریهٔ سامتینگ الس پرس روی جلد کتاب سال ۱۹۷۴ میلادی آن‌ها یافت شد. اولین مورد استفاده به عنوان نامِ نمایشگاه در یک موزهٔ بزرگ، «هنر صوتی» در سال ۱۹۷۹ میلادی در موزهٔ هنر مدرن نیویورک (ام‌اُ‌ام‌ای) بود که آثار مگی پین، کانی به‌کلی و جولیا هیوارد را به نمایش گذاشت. نمایشگاه‌گردان، باربارا لندن، هنر صوتی را این گونه تعریف می‌کند: «بیشتر به هنر وابسته است تا موسیقی، و معمولاً در موزه، گالری یا فضای جایگزین ارائه می‌شود.»
مورخ هنر، دان گدارد در مورد نمایشگاهی به نام «صدا/هنر» در سال ۱۹۸۴ میلادی در مرکز مجسمه‌سازی در شهر نیویورک خاطرنشان کرد: «ممکن است که هنر صوتی به درک نمایشگاه‌گردان هلرمن که «شنیدن شکل دیگری از دیدن است» پایبند باشد. اما صوت تنها زمانی معنا پیدا می‌کند که ارتباط آن با تصویر درک شود… پیوند صدا و تصویر بر درگیر شدن بیننده اصرار می‌ورزد و مشارکت در فضای واقعی و تفکر ملموس و پاسخگو را به جای فضا و اندیشهٔ وهم آلود وادار می‌کند.

## چیدمان صوتی

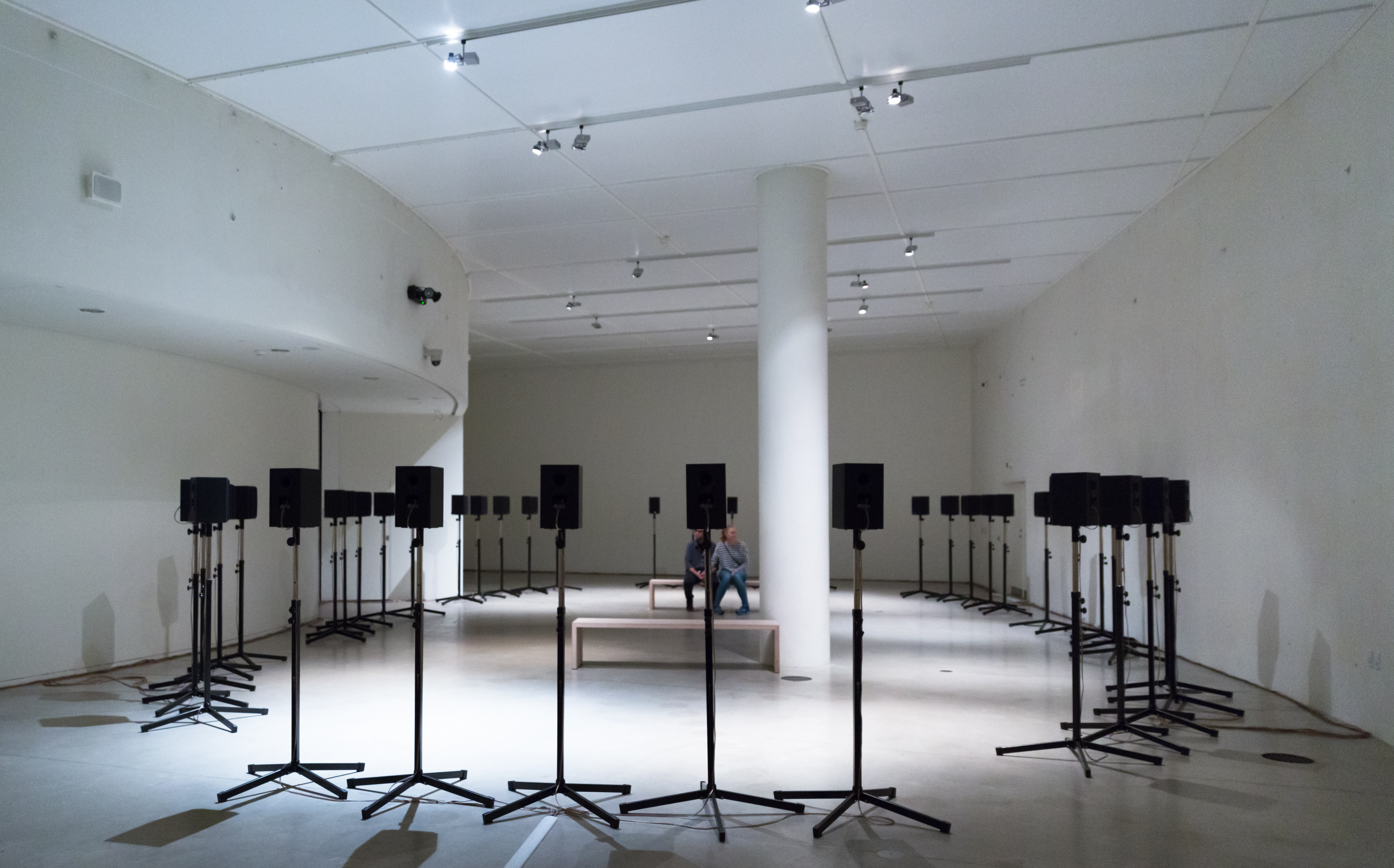
موتت چهل قسمتی، اثر: جانت کاردیف (۲۰۰۱ میلادی)، در ای‌آراواس موزهٔ هنر آرهوس، دانمارک

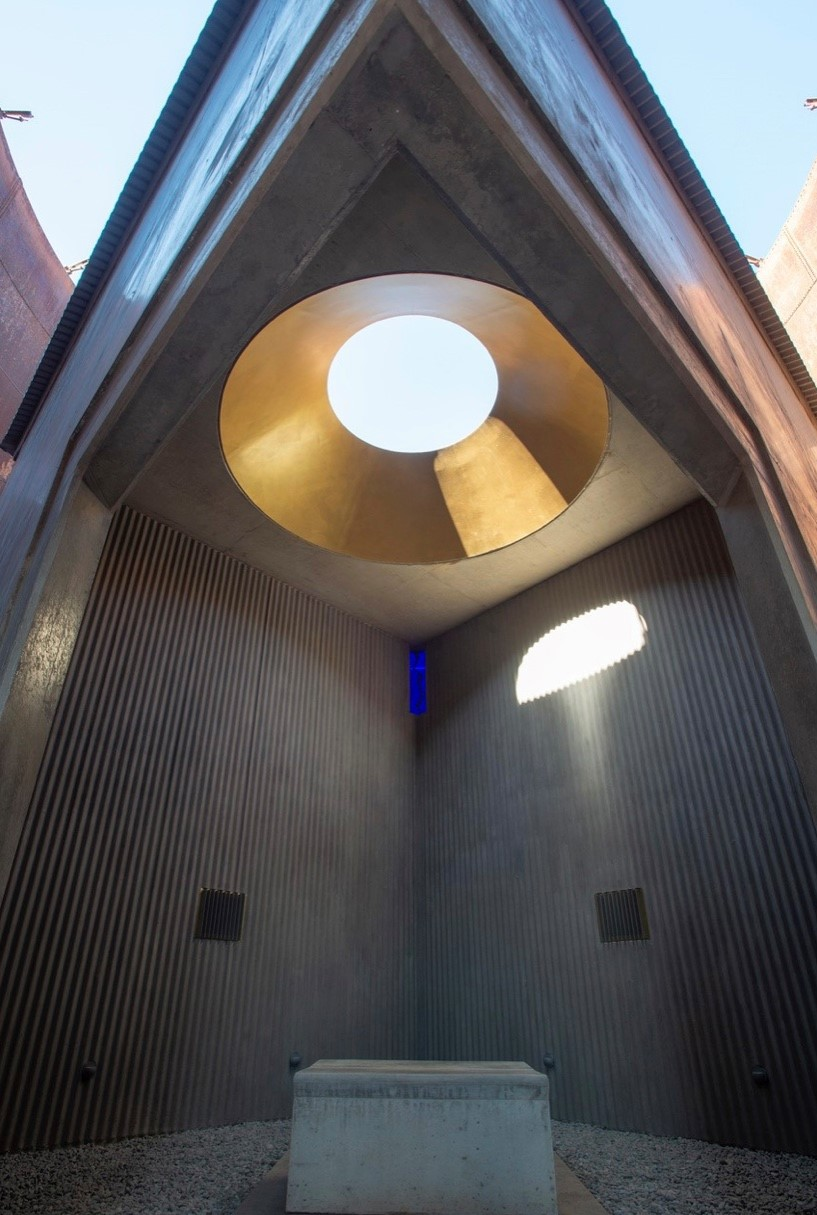
کوارتت (های) زهی ۲۴-ساعته، اثر: ژرژ لنتز در نمازخانهٔ صوتی کابار (۲۰۲۲ میلادی)، با بلندگوها در چهار دیوار

چیدمان صوتی یک فُرم هنری اینترمدیا (میان‌رسانه) و مبتنی بر زمان است. این یک بسط یک هنر چیدمان (اینستالیشن آرت) است به این معنا که شامل عنصر صوتی و در نتیجه عنصر زمان می‌شود. تفاوت اصلی آن با مجسمهٔ صوتی این است که یک چیدمان صوتی دارای فضای سه‌بعدی است و محورهایی که با آن‌ها اشیاء صوتی مختلف سازماندهی می‌شوند منحصراً درونی کار نیستند، بلکه بیرونی نیز هستند.  یک اثر هنری تنها در صورتی یک اینستالیشن است که با فضای اطراف گفتگو کند. چیدمان صوتی معمولاً مکان-ویژه است، اما گاهی اوقات می‌توان آن را مجدداً با فضاهای دیگر تطبیق داد. این می‌تواند در فضاهای بسته یا باز ساخته شود، و زمینه در تعیین اینکه چگونه یک چیدمان صوتی از نظر زیبایی‌شناختی درک می‌شود، اساسی است. تفاوت میان یک چیدمان هنری معمولی و یک چیدمان صوتی در این است که دومی حاوی عنصر زمانی است که به بازدیدکنندگان این امکان را می‌دهد که مدت طولانی‌تری برای کشف پیشرفت صدا در طول زمان بمانند. این عامل زمانی نیز به مخاطب انگیزه می‌دهد تا فضا را دقیق‌تر کاوش کند و نحوهٔ قرارگیری صداهای مختلف در فضا را بررسی کند. 
تأسیسات صدا گاهی از فناوری هنر تعاملی (رایانه‌ها، حسگرها، دستگاه‌های مکانیکی و جنبشی و غیره) استفاده می‌کنند، اما می‌توانند به سادگی از منابع صوتی قرار گرفته در نقاط مختلف فضا (مانند بلندگوها) یا مواد سازهای صوتی مانند نواختن سیم‌های پیانو توسط یک نوازنده یا توسط مردم استفاده کنند (به پاول پانهویسن مراجعه کنید). در زمینهٔ موزه‌ها، این ترکیب از فناوری تعاملی و توزیع بلندگوی چند کانالی گاهی اوقات به عنوان صحنه‌نگاری صوتی نامیده می‌شود.

### ساختار صدا در چیدمان‌های صوتی
1. ساده‌ترین فُرم صوتی یک حلقه صدای تکرار شونده است. این بیشتر در موسیقی امبینت-وار استفاده می‌شود و در این مورد صوت عامل تعیین‌کننده اثر هنری نیست.
2. بیشترین استفاده از ساختار صوتی، فُرم باز است، زیرا عموم می‌توانند تصمیم بگیرند که یک چیدمان صوتی را فقط برای چند دقیقه یا برای مدت زمان طولانی‌تری تجربه کنند. این امر هنرمند را موظف می‌کند که سازمانی صوتی بسازد که در هر دو مورد به خوبی کار کند.
3. همچنین این امکان وجود دارد که ساختار صوتی خطی داشته باشید، که در آن صدا به همان شیوه‌ای که در یک ترکیب‌بندی موسیقایی توسعه می‌یابد، ایجاد می‌شود.

## مجسمه‌سازی صوتی
مجسمه‌سازی صوتی نوعی فُرم هنری اینترمدیا (میان‌رسانه) و مبتنی بر زمان است که در آن مجسمه یا هر نوع شیء هنری صدا تولید می‌کند یا برعکس (به این معنا که صدا به گونه‌ای دستکاری می‌شود که بر خلاف فرم زمانی یا جرم، مجسمه‌ای ایجاد می‌کند). اغلب هنرمندان مجسمه‌سازی صدا عمدتاً یا هنرمندان تجسمی یا آهنگساز بودند و به‌طور مستقیم شروع به ساخت مجسمه‌سازی صدا نکرده بودند.
سایماتیکس و هنر جنبشی بر مجسمه‌سازی صدا تأثیر گذاشته‌است. مجسمه‌سازی صدا گاهی اوقات هنر مکان-ویژه است.
مایکل بروستر، هنرمند صوتی و استاد هنر در دانشگاه تحصیلات تکمیلی کلرمونت، آثار خود را در سال ۱۹۷۰ میلادی با عنوان «مجسمه‌های آکوستیک» توصیف کرد. گریسون مجسمه‌سازی صوتی را در سال ۱۹۷۵ میلادی به عنوان «ادغام فُرم بصری و زیبایی با صداهای جادویی و موسیقایی از طریق تجربهٔ مشارکتی» توصیف کرد.

### مجسمه‌های صوتی با مقالات ویکی‌پدیا
- اُرگ اوج جزر و مد بلک‌پول
- اُرگ دریایی
- درخت طنین‌انداز آواز (پانوپتیکون)
- یک باغ صدا
- پل گلدن گیت#باد

## نگارخانه

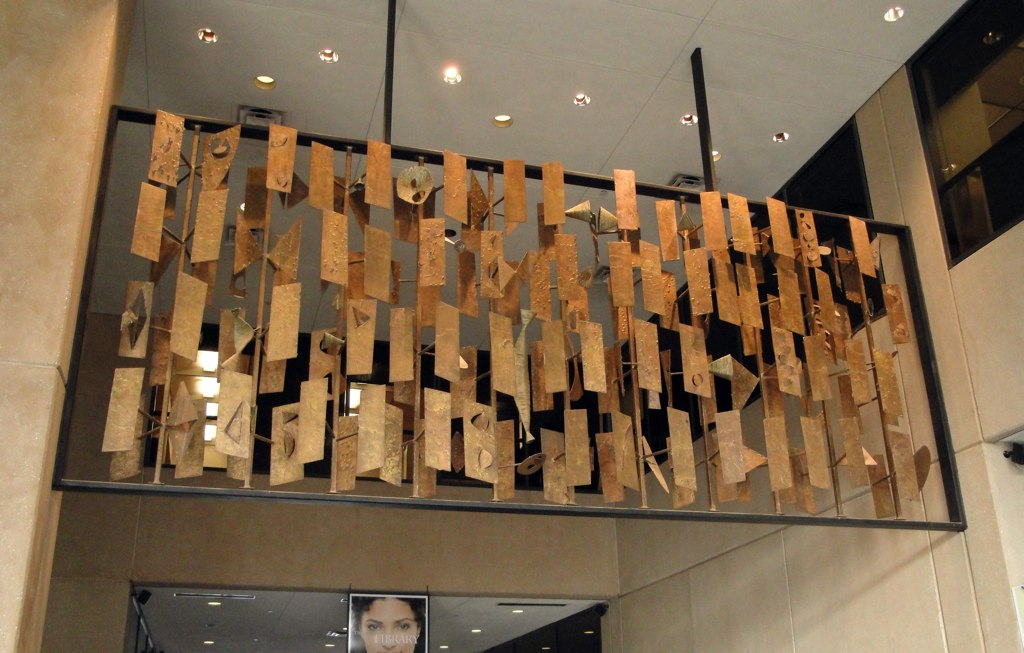
صفحه‌نمایش بافت‌دار، اثر: هری برتویا، ۱۹۵۴ میلادی
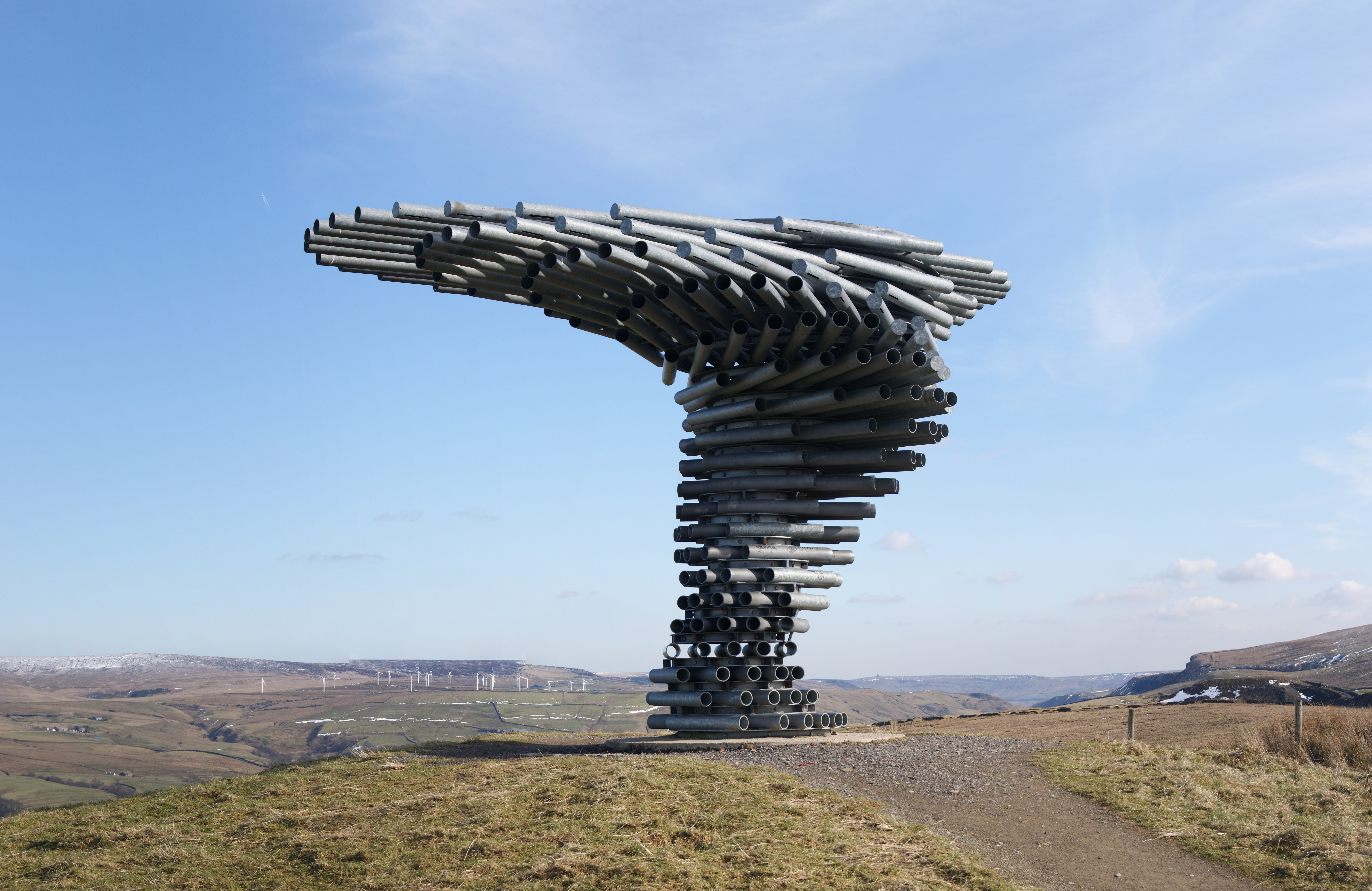
پانوپتیکون: درخت طنین‌انداز آواز
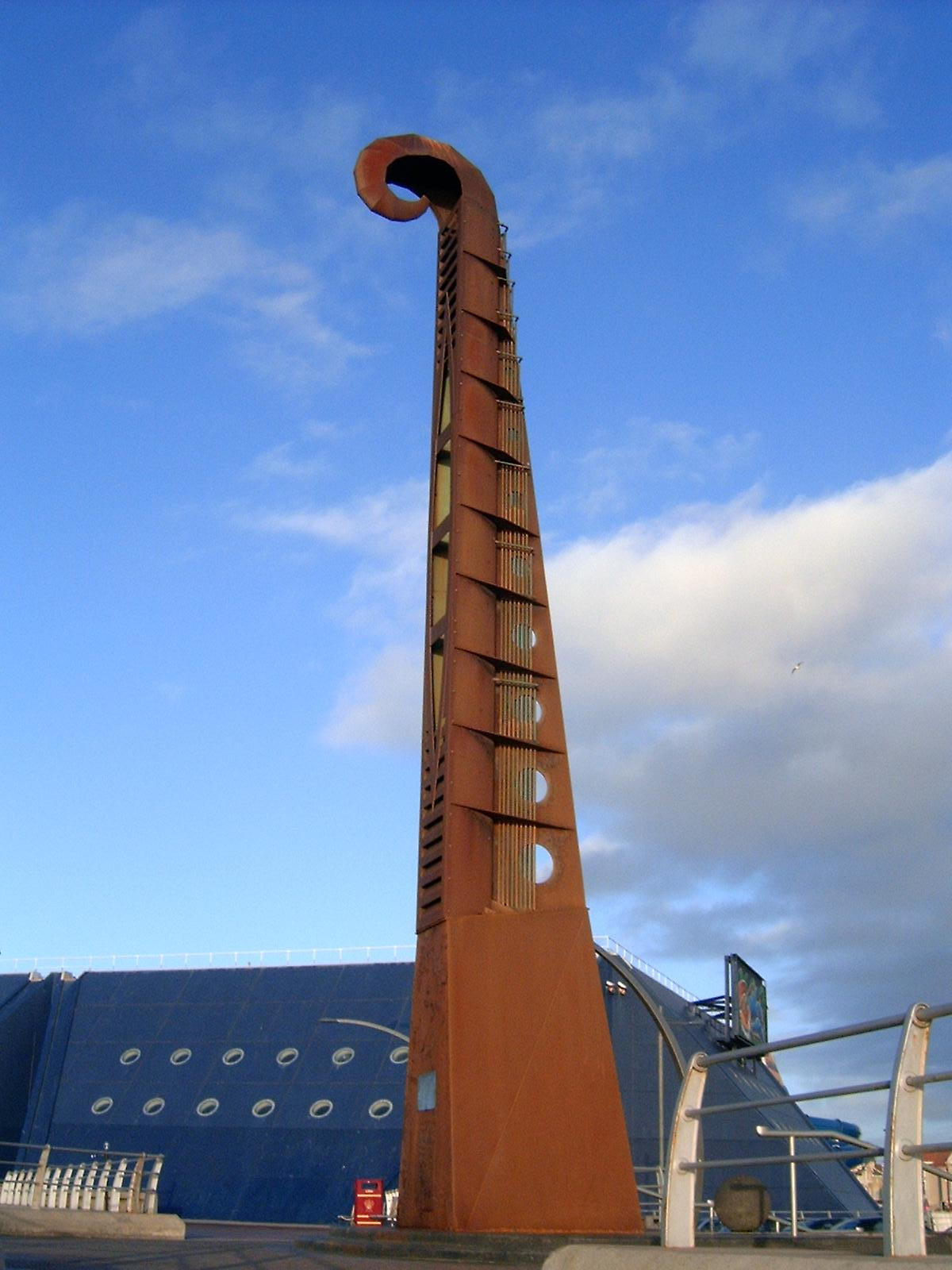
اُرگ اوج جزر و مد بلک‌پول
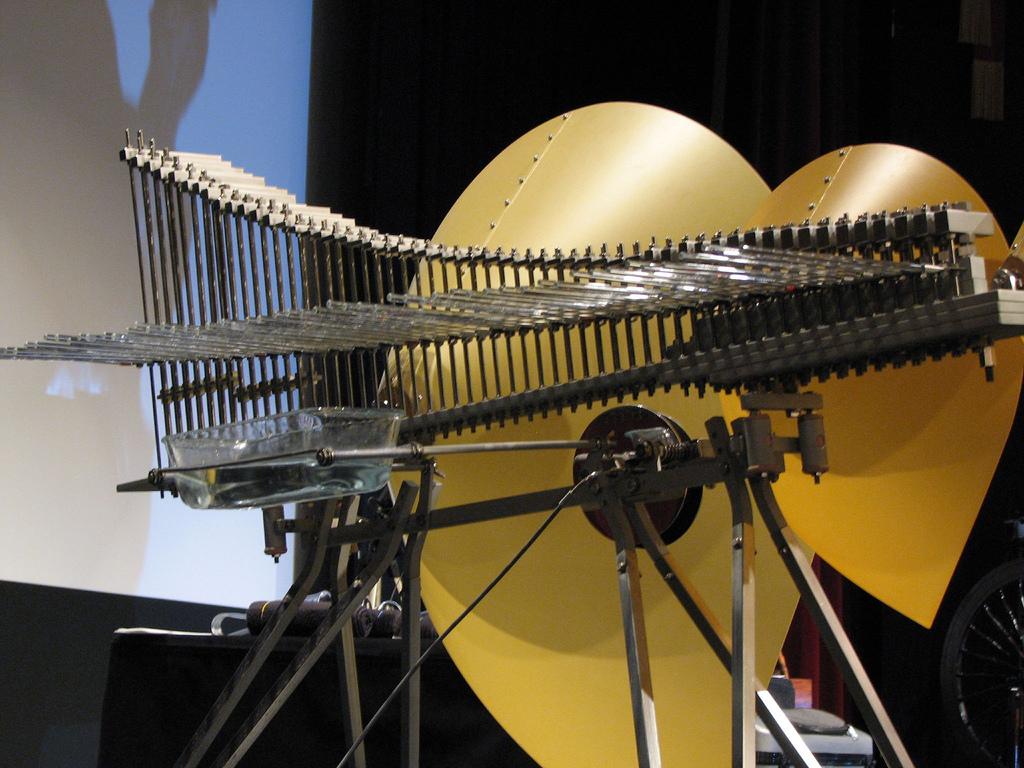
باشه کریستال
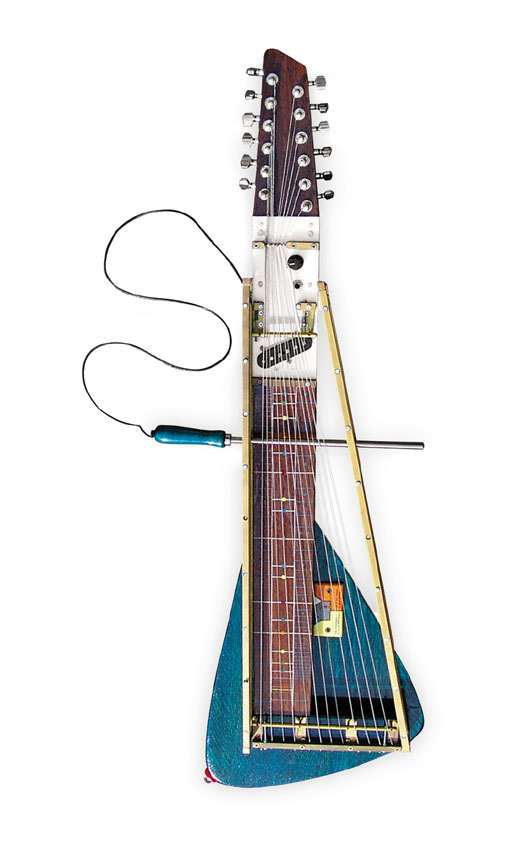
یوری لاندمان، مودسوینگر، ۲۰۰۶ میلادی
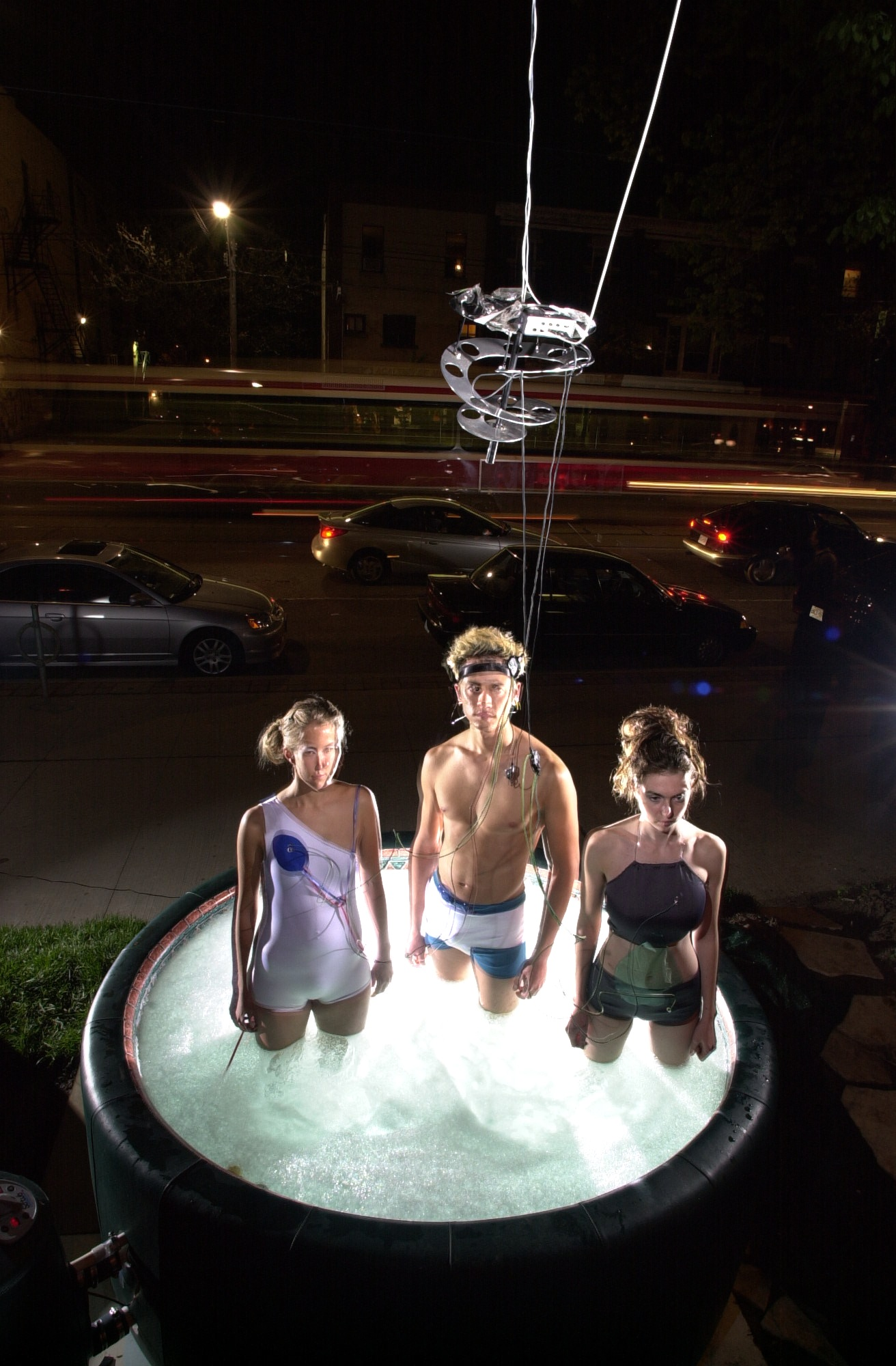
۲ الکتروکاردیوفون و الکتروانسفالوفون
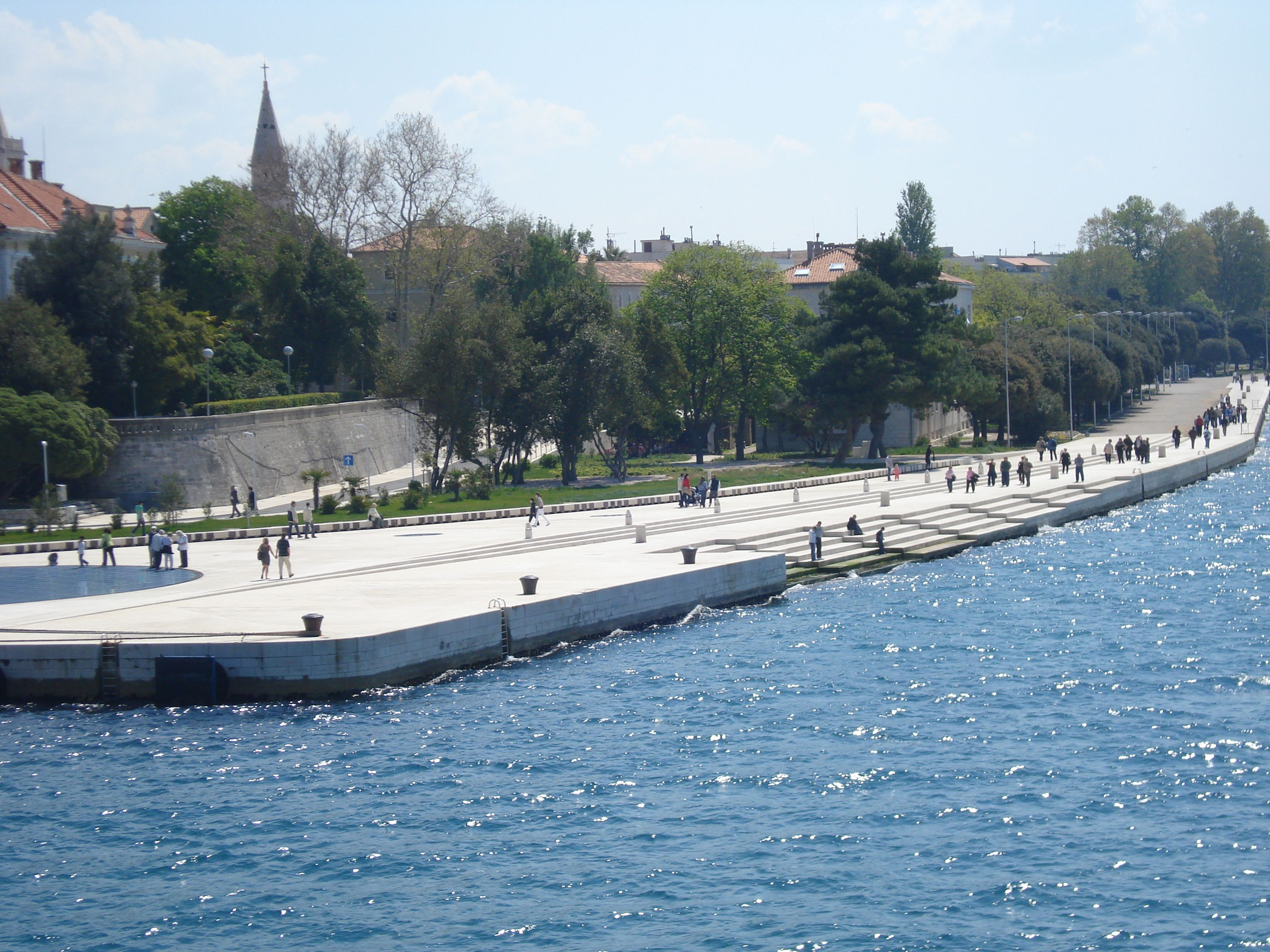
اُرگ دریایی، اثر: نیکولا باشیچ